# Car Kałojan (wieś)
Car Kałojan (bułg. Цар Калоян) – wieś w Bułgarii, w obwodzie Płowdiw, w gminie Kuklen. Według danych szacunkowych Ujednoliconego Systemu Ewidencji Ludności oraz Usług Administracyjnych dla Ludności, 15 czerwca 2020 roku miejscowość liczyła 128 mieszkańców.